# La Alameda de la Sagra
La Alameda de la Sagra är en ort i Spanien.   Den ligger i provinsen Toledo och regionen Kastilien-La Mancha, i den centrala delen av landet, 50 km söder om huvudstaden Madrid. La Alameda de la Sagra ligger 600 meter över havet och antalet invånare är 3 076.
Terrängen runt La Alameda de la Sagra är huvudsakligen platt. La Alameda de la Sagra ligger uppe på en höjd. Runt La Alameda de la Sagra är det ganska tätbefolkat, med 96 invånare per kvadratkilometer. Närmaste större samhälle är Aranjuez, 16,3 km öster om La Alameda de la Sagra. Trakten runt La Alameda de la Sagra består till största delen av jordbruksmark.